# Flip van der Kuil
Flip van der Kuil (Amsterdam, 15 april 1980) is een Nederlands film- en televisiemaker. Hij is  medebedenker van de New Kids-serie en -films, waarin hij tevens de rol van Barrie Butsers speelde.

## Werk
Zijn publieke debuut maakte hij in 2001 in het programma De Pulpshow, een sketchprogramma dat uitgezonden werd op Veronica. Naast acteur in de sketches, was Van der Kuil ook co-producent, co-regisseur en co-schrijver (samen met Steffen Haars) van het programma.
In 2003 was Van der Kuil een van de deelnemers aan de eerste serie uitzendingen van het reisprogramma The Trip, dat te zien was op MTV. In dit programma probeerde hij met zijn kameraad Steffen Haars, met een budget van 250 euro, binnen 21 dagen van Gibraltar naar de Noordkaap te reizen. De reis werd gefilmd en gemonteerd door de kandidaten zelf.
Samen met Haars produceerde, schreef, regisseerde en monteerde Van der Kuil de televisieserie New Kids. Zelf speelde Van der Kuil de rol van Barrie Butsers. Het eerste seizoen werd in december 2007 gelanceerd op Flabber en werd een hit op het internet. Als gevolg hiervan werd de serie gedurende de eerste twee seizoenen uitgezonden op 101 TV, de digitale jongerenzender van BNN.
In 2009 zond Comedy Central het derde seizoen uit op haar zender. Dit leverde een doorbraak op bij het publiek in Nederland, België en later ook Zweden en Duitsland. Hierdoor besloten Van der Kuil en Haars in samenwerking met televisieproductiemaatschappij Eyeworks een speelfilm te maken, genaamd New Kids Turbo. Hierop volgde in 2011 de vervolgfilm New Kids Nitro. Later zou er een show komen getiteld New Kids Live On Stage, maar door tegenvallende kaartverkoop werd deze afgelast. Er is een spel gemaakt New Kids Nitro Racer voor de PC, tablet en smartphones.
Als acteur speelde Van der Kuil een rol als een pestkop in Circus, een korte film van Ruben Broekhuis. Deze korte film werd tijdens het International Film Festival Rotterdam (IFFR) gepresenteerd en gebruikt als voorfilm in Nederlandse bioscopen.

## Filmografie
| Jaar        | Film/programma                         | Functie   | Functie | Functie   | Functie   | Functie | Functie            | Opmerkingen                                   |
| Jaar        | Film/programma                         | Regisseur | Editor  | Producent | Scenarist | Acteur  | Rol                | Opmerkingen                                   |
| ----------- | -------------------------------------- | --------- | ------- | --------- | --------- | ------- | ------------------ | --------------------------------------------- |
| 2001        | De Pulpshow                            | Ja        | Ja      | Ja        | Ja        | Ja      | Diverse rollen     |                                               |
| 2003        | The Trip                               | Ja        | Ja      |           |           | Ja      | Zichzelf           | Reality-serie                                 |
| 2007 – 2009 | New Kids                               | Ja        | Ja      |           | Ja        | Ja      | Barrie Butsers     |                                               |
| 2008        | Op vakantie                            | Ja        | Ja      |           | Ja        |         |                    | Korte film                                    |
| 2009        | Circus                                 |           |         |           |           | Ja      | Bully              | Korte film                                    |
| 2010        | New Kids Turbo                         | Ja        | Ja      | Ja        | Ja        | Ja      | Barrie Butsers     |                                               |
| 2011        | New Kids Nitro                         | Ja        | Ja      | Ja        | Ja        | Ja      | Barrie Butsers     |                                               |
| 2013        | Bro's Before Ho's                      | Ja        | Ja      | Ja        | Ja        | Ja      | Lingo Contestant 2 |                                               |
| 2017        | Ron Goossens, Low Budget Stuntman      | Ja        | Ja      | Ja        | Ja        | Ja      | Zichzelf           |                                               |
| 2020        | Barrie Barista en het einde der tijden | Ja        | Ja      | Ja        |           |         |                    |                                               |
| 2021        | Red Fried District                     | Ja        | Ja      | Ja        | Ja        |         |                    | Animatie. Scenario en regie met Stephan Miras |
| 2021        | Downtown                               | Ja        | Ja      | Ja        | Ja        |         |                    |                                               |
| 2024        | Krazy House                            | Ja        | Ja      | Ja        | Ja        |         |                    |                                               |
| 2024        | Rwina                                  | Ja        | Ja      | Ja        | Ja        |         |                    |                                               |

## Discografie

### Singles
| Single met eventuele hitnotering(en) in de Nederlandse Top 40 | Datum van verschijnen | Datum van binnenkomst | Hoogste positie | Aantal weken | Opmerkingen                  |
| ------------------------------------------------------------- | --------------------- | --------------------- | --------------- | ------------ | ---------------------------- |
| Groeten uit Brabant!                                          | 2010                  | 13-02-2010            | 16              | 3            | Met de acteurs van New Kids. |